# Gérard Ier de Gueldre
Pour les articles homonymes, voir Gérard Ier.
Gérard Ier de Gueldre, dit Flaminius, né vers 1060 et mort entre 1118 et 1129, fut comte de Wassenberg (Gérard III) de 1083 à 1129 et comte de Gueldre de 1096 à 1129.
Sa filiation n'est pas assurée. Il est certain que son grand-père paternel était Gérard II, comte de Wassenberg, mais les historiens hésitent entre deux des fils de Gérard II pour déterminer le père de Gérard III. Le père de Gérard III de Wassenberg serait : 
- soit Henri de Wassenberg († 1085), marié à Adélaïde de Gueldre († 1083) ;
- soit Gérard de Wassenberg († 1082), comte en Hamalande et en Westfalengau.

Il apparaît pour la première fois dans un document comme comte de Wassenberg en 1085 et comme comte de Gueldre en 1096. Il semble que ces terres ne soient alors que des seigneuries et qu'elles furent élevées en comté durant le règne de Gérard. À plusieurs reprises en 1087 et en 1108 Gérard attaqua et pilla des églises et des monastères et eut pour cette raison des démêlés avec l'évêque d'Utrecht. Il fit amende honorable et fit des donations à plusieurs établissements religieux. Il fonda également une église à Wassenberg.
En 1120, il associa son fils au gouvernement du comté. La date de son décès n'est pas assurée. On considère qu'il est mort en 1129 et son fils Gérard II en 1132, mais il est possible que les dates soient à inverser et que le comte Gérard II ait été un comte associé à son père et mort avant lui.

## Mariages et enfants
Il épousa en premières noces une femme dont l'histoire n'a pas retenu le nom (certains la nomment Sophia), et eut :
- Judith (1087 † 1151), comtesse de Wassenberg, mariée vers 1108 à Waléran II Payen († 1139), comte de Limbourg.

Veuf, il se remarie avec Clémence d'Aquitaine († 1142), dame de Gleiberg, veuve de Conrad Ier († 1086), comte de Luxembourg.
En plus de Judith, il a eu deux enfants, mais dont la mère n'est pas clairement identifiée. Ce sont :
- Yolande, mariée vers 1107 à Baudouin III († 1120), comte de Hainaut, puis à Godefroy d'Ostrevent, seigneur de Bouchain (Nord), vicomte de Valenciennes (dont postérité) ;
- Gérard II († 1131), comte de Gueldre et de Wassenberg.

## Sources
- (de) Cet article est partiellement ou en totalité issu de l’article de Wikipédia en allemand intitulé « Gerhard III. von Wassenberg » (voir la liste des auteurs).
- (nl) Gerhard IV/I, 1079-1129 Graaf van Wassenberg (IV) en Gelder (I).
- Généalogie des comtes de Gueldre.

- Notice biographique